# Уилмот, Джон, 2-й граф Рочестер

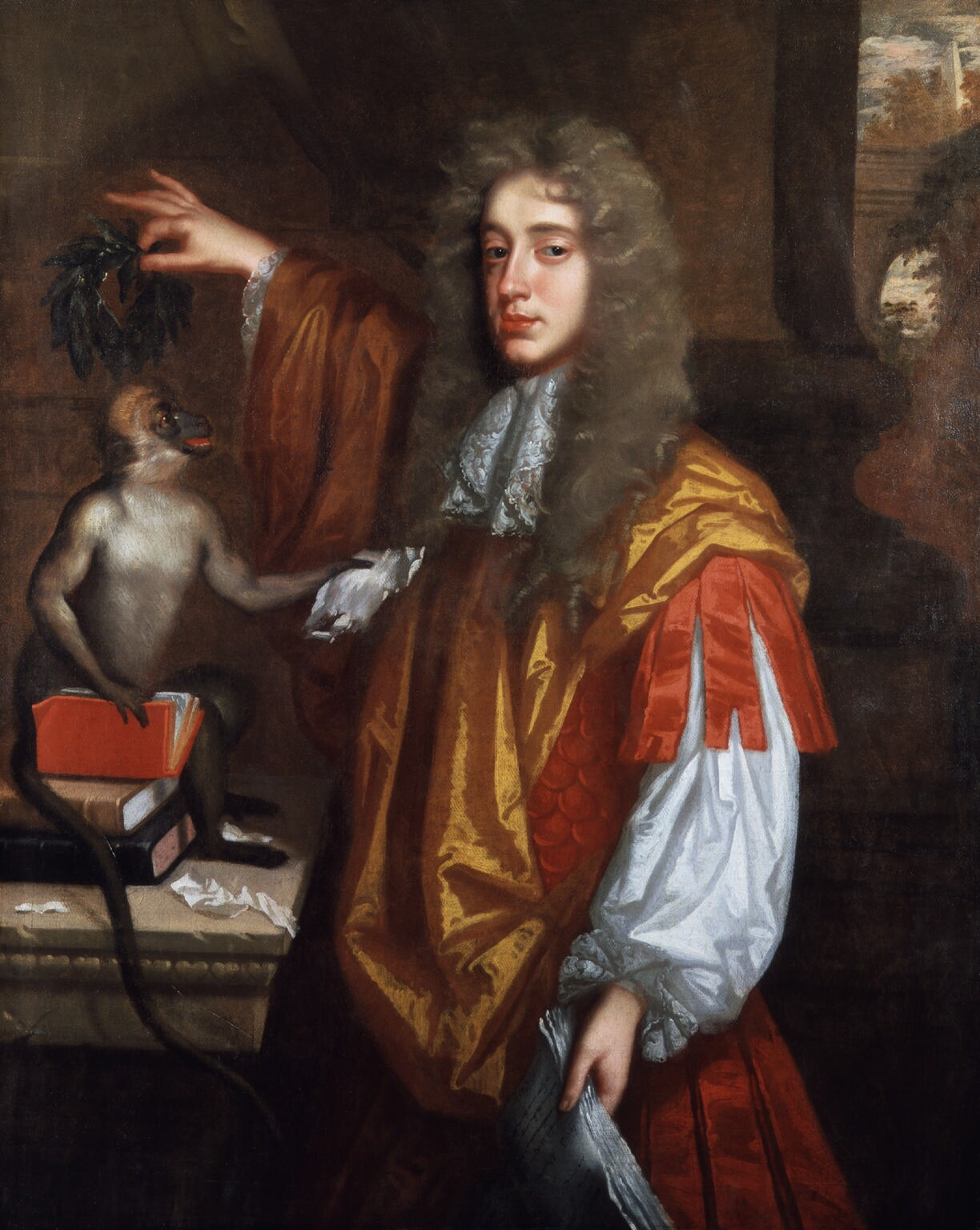
Портрет Джона Уилмота,
2-го графа Рочестера.
Автор: Якоб Хойсменс
Время создания: 1675
Источник: Национальная портретная галерея, Лондон.

Джон Уилмот, 2-й граф Рочестер (англ. John Wilmot, 2nd Earl of Rochester; 1 апреля 1647 — 26 июля 1680) — один из наиболее значительных английских поэтов эпохи Реставрации. Известен главным образом как оригинальный и сильный сатирик и автор прекрасных лирических стихотворений. Его поэма «Сатира против Разума и Человечества» (англ. «A Satyr Against Reason and Mankind») предвосхищает Джонатана Свифта едким обличением рационализма и оптимизма, противопоставлением инстинктивной мудрости животного мира вероломству и глупости человека.
Покровительствовал таким драматургам, как Томас Отуэй, Джон Драйден, Чарльз Сидлей и первой женщине-драматургу Афре Бен. Вошёл в историю как один из представителей либертинизма, прославился своими кутежами, весёлыми проделками, множеством любовных историй, а также как автор едких сатир, любовной лирики и стихов непристойного содержания.

## Биография

### Рождение и юность (1647—1664)
Джон Уилмот родился в 1647 году в поместье Дитчли в Оксфордшире. Его матерью была Анна Сент-Джон, которая в 1644 году, после смерти первого мужа, вышла замуж за полковника армии роялистов Генри Уилмота, ставшего отцом Джона. Историки отмечают вклад Генри Уилмота в победу роялистской армии над войском Уильями Уоллера в 1643 году. В 1652 году Генри Уилмот получил титул графа Рочестера. В это время он находился в изгнании, где сопровождал наследника английской короны, будущего короля Карла II.
Генри Уилмот умер в 1658 году, так что Джон Уилмот стал 2-м графом Рочестером, бароном Уилмотом Аддербури в Англии и виконтом Уилмотом Этлон в Ирландии.
Джон Уилмот посещал школу в Барфорде, где являлся примерным учеником. Его домашний учитель — капеллан Рочестер Гиффорд рассказывал много позже историку Херне о том, что:

Наш сумасшедший граф был тогда подающим большие надежды юношей, исключительно добродетельным и добросердечным, желающим и готовым следовать мудрым советам на пути к достойным похвал деяниям.

Пришедший на смену Гиффорду преподобный Р. Парсонс, как и епископ Бернет впоследствии, хвалил великолепное знание Джоном латыни и греческого, которое он сохранил на всю жизнь и дал возможность потомкам насладиться красотой и совершенством своих переводов Горация, Лукреция, Овидия и Сенеки.
В январе 1660 года, за 4 месяца до Реставрации монархии, двенадцатилетний Джон Уилмот, граф Рочестер был принят в колледж Уодем в Оксфорде, где он продолжил изучение латыни и греческого, естественных наук и, вероятно, изучал астрономию. Здесь же он попал под опеку Роберта Уайтхолла, человека сомнительной репутации. Бытуют мнения, что он несет ответственность за то, что Уилмот стал вести беспутную жизнь. Тем не менее, в этом колледже он написал свои первые стихотворения. В возрасте 14 лет, 9 сентября 1661 года, Джон Уилмот окончил колледж, получив степень магистра искусств.
После совершения традиционной в то время поездки во Францию и Италию граф Рочестер вернулся в Лондон в конце 1664 года.

### Появление при дворе, опала и служба во флоте (1664—1666)
В семнадцать лет Джон Уилмот впервые появился при дворе Карла II, где вызвал симпатию и интерес со стороны придворных.
26 мая 1665 года Рочестер предпринял попытку похищения богатой невесты Элизабет Малле, но был схвачен властями и заточен в Тауэр. После трех недель заключения Джон Уилмот пишет прошение королю с просьбой направить его на военные действия. Его просьба была удовлетворена — Карл II приказывает освободить Джона Уилмота из-под стражи и направить его на флот, где в качестве морского офицера граф принимал участие в военных действиях с Голландией. Джон Уилмот отличился во время попытки захвата купеческого флота в Бергене (1665) и в «сражении в день Св. Джеймса» (сражение при Северном Фореленде, 1666).

### Придворная жизнь (1666—1680)
21 марта 1666 Джон Уилмот был назначен королевским камер-юнкером с жалованием 1000 фунтов в год и квартирой в Уайтхолле, а в июле 1666 года получил патент капитана кавалерийской гвардии Его Величества.
В 1667 году он вновь похитил Элизабет Малле, на которой и женится 29 января 1667 года.
29 июля Джон Уилмот, 2-й граф Рочестер, ещё не достигший совершеннолетия, был введен в Палату лордов.
С этого момента жизнь его была разделена между домашним бытом в поместье Аддербури и шумным существованием при дворе, где он заслужил репутацию острослова, дебошира и прекрасного собеседника.
Он входил в состав «развеселой шайки» (англ. Merry Gang), названной так Эндрю Марвеллом. В эту компанию входили: Генри Джермин; Чарльз Саквилл, граф Дорсет; Джон Шеффилд, граф Малгрейв; Генри Киллигрю; сэр Чарльз Седли, драматурги Уильям Уичерли и Джордж Этеридж, а также Джордж Вильерс, 2-й герцог Бекингемский.
В 1674 году Рочестер написал «Сатиру на Карла II» (англ. A Satyre on Charles II), в которой критиковал короля, погрязшего в разврате в ущерб делам управления страной. После этого события Джон Уилмот был временно отлучён от двора. В этом же году он познакомился с начинающей актрисой Элизабет Барри и начал обучать её азам актёрского мастерства. Обучение увенчалось грандиозным успехом. Рочестер делился с Барри всеми своими секретами: как выработать характер предоставленного персонажа, «влезть в его кожу», как достоверно играть накал страсти, идущей из глубины сердца. Элизабет Барри стала известнейшей английской актрисой того времени и любовницей Джона Уилмота.
Несмотря на критические нападки графа Рочестера, король простил его и вернул ко двору. В 1675 году по приказу короля к его собственной лаборатории была пристроена лаборатория для химических опытов Рочестера. После этого последовал целый ряд новых назначений: 24 января 1675 — смотрителем королевских соколов, а 27 февраля 1675 — управляющим охотничьими владениями Вудсток Парка.

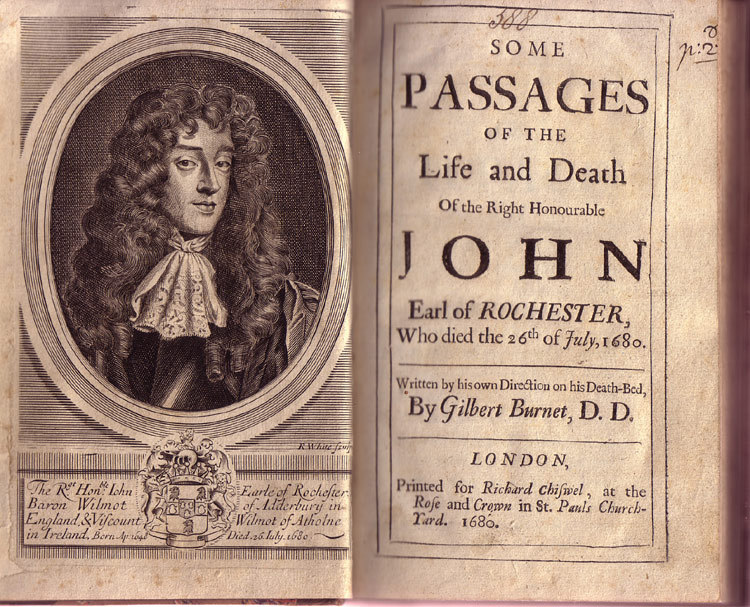
«Несколько эпизодов из жизни Джона Уилмота, графа Рочестера», Гилберт Барнет.
Время: создания 1680

Жизнь Джона Уилмота была тесно связана с театром. Он покровительствовал драматургам и принимал участие в организации театральных постановок при королевском дворе. Его образ жизни стал прототипом для образа остроумного поэта Дориманта — одного из главных героев пьесы Джорджа Этериджа «Модный человек, или Сэр Суетливый Фат» (англ. The Man of Mode, or Sir Fopling Flutter), которая с 1676 года разыгрывалась на сцене Герцогского театра в Лондоне.
После гибели одного из друзей Рочестера — капитана Даунса — во время пьяной драки, графу пришлось некоторое время скрываться от властей. Он жил под личиной Доктора Бендо — врача-шарлатана, «лечившего», среди прочего, от бесплодия. Его практика пользовалась успехом, и даже в этом образе граф Рочестер не переставал выступать с критикой власти, на этот раз делая это в виде «обращений доктора Бендо к народу». Но и после этого Карл II простил своего любимца.
В 1676 году лорд Рочестер выступил со знаменитой речью в Палате лордов Парламента в поддержку короля и принципа престолонаследия и против принятия билля, запрещающего брату Карла II (будущему королю Иакову II), наследовать престол на том основании, что он являлся католиком.

### Смерть (1680)
Джон Уилмот, 2-й граф Рочестер скончался 26 июля 1680 года в возрасте 33 лет, предположительно от сифилиса и других заболеваний, сопутствовавших его образу жизни.
Пред смертью граф Рочестер обратился к религии и многие месяцы проводил в беседах с Гилбертом Барнетом, будущим епископом Солсбери. После его смерти Барнет издал книгу «Несколько эпизодов из жизни Джона Уилмота, 2-го графа Рочестера», в которой пересказал свои беседы с графом, акцентируя внимание на его отказе от атеистических убеждений и возвращении в лоно англиканской церкви. На протяжении последующих столетий эта история о «возвращении блудного сына» активно используется церковью в проповеднической деятельности.
Номинальным наследником владений и титулов Рочестера стал его 10-летний сын Чарльз, который, однако, умер уже спустя год.

## Поэзия
Интерес Джона Уилмота к поэзии не был профессиональным. Его стихи весьма разнообразны по форме, жанру и содержанию. Он относился к «категории господ, сочинявших стихи с изящной непринужденностью». (англ. Alexander Pope, «First Epistle of the Second Book of Horace», line 108.) для себя и своих друзей, а не для публикаций и зарабатывания денег. Вследствие этого, часть его стихов посвящена критике актуальных проблем современности.
К таким работам безусловно следует относить его колкую сатиру, пародии на стихи современников (Чарльз Скруп) и предшественников (Френсис Кьюалес), а также его экспромты и эпиграммы, одна из которых известна российскому читателю в переводе С. Я. Маршака:
Эпитафия Карлу I:
```
     Под эти своды прибыл из дворца
     Король, чье слово было хрупко.
     За ним не числится ни глупого словца,
     Ни умного поступка.
```

И ответ Карла II, по некоторым сведениям также написанный Рочестером:
```
     Когда бы король оставался в живых,
     Он так бы сумел оправдаться пред вами:
     «Слова мои были моими словами,
     Дела же — делами министров моих».
```

Среди самых значительных сатир, написанных Джоном Уилмотом можно назвать поэму «Сатир против Человечества» — одна из немногих поэм, изданных графом Рочестером при жизни в 1679 году, в которой автор обличает рационализм и оптимизм, противопоставляя вероломство человечества инстинктивной мудрости животного мира.
Единственным предшественником Джона Уилмота на поэтическом поприще можно считать поэта Джона Донна, от которого Уилмот унаследовал особую технику поэтического монолога, сознательно добиваясь особой шероховатости стиха, передающего звучание естественной речи.
Помимо острой сатиры и лирических стихотворений известны переводы классических поэтов таких как: Овидий, Сенека, Лукреций, Петроний и Анакреон, выполненные Рочестером.
Известны его работы в драматургии. Это обработка пьесы «Валентиниан» Джона Флетчера, создание пролога к «Императрице Марокко» Элкана Сеттла и эпилогов к пьесам: «Любовь в темноте» сэра Френсиса Фэйна и трагедии сэра Вильяма Девенанта «Цирцея».
Самая известная работа, приписываемая Джону Уилмоту — это пьеса «Содом, или Квинтэссенция разврата». И, хотя не существует прямых доказательств того, что пьеса действительно была написана им, во многом именно этот труд стал причиной того, что на протяжении долгих лет поэзию Джона Уилмота считали порнографической. Это затрудняло возможность издания сборников его стихов, а в викторианскую эпоху свело подобные начинания к нулю. Если же стихи и печатались, то лишь в англоязычных антологиях и предельно выборочно, подобно стихам Ричарда Лавлейса и Джона Саклинга.
16 декабря 2004 года, одна из немногих сохранившихся копий пьесы «Содом», была продана на аукционе Sotheby’s.

## След в истории
У Джона Уилмота не было недостатка в именитых поклонниках. Его современница, первая женщина среди драматургов Англии Афра Бен, творчеству которой граф Рочестер покровительствовал при жизни, посвятила ему несколько стихотворений и создала пьесу «Странник», где прототипом главного героя — Уилмора — стал не кто иной, как Джон Уилмот.
В своих произведениях Рочестера цитировали Даниэль Дефо и Альфред Теннисон.
Вольтер, который говорил о Рочестере как о «гениальной личности и прекрасном поэте», восхищался его сатирой как самой «энергичной и искрометной» и перевел несколько стихотворений на французский язык для «демонстрации блестящей фантазии его светлости, которой он мог по праву гордиться».
Иоганн Гёте цитировал его «Сатиру против Разума и Человечества» в Автобиографии.
Вильям Хезлитт отмечал, «что лирические стихи Рочестера искрятся как граненые алмазы», а его эпиграммы были «самыми горькими и меткими из всего, что когда-либо было написано».

## Образ Рочестера в драматургии и кино
Ещё при жизни графа Рочестера были поставлены две пьесы, где прототипом главных героев стал Джон Уилмот. Это пьесы Джорджа Этериджа «Модный человек, или Сэр Суетливый Фат» (англ. The Man of Mode, or Sir Fopling Flutter) и Афры Бен «Странник».
В 1994 году Стивен Джефриз написал пьесу «Распутник», которая с успехом шла на лондонской сцене, а в 2004 году по этой пьесе режиссёр Лоренс Данмор снял одноимённый фильм. Роль Джона Уилмота в этом фильме сыграл Джонни Депп, а роль Карла II — Джон Малкович.